# Панече
Панече (словен. Paneče) је насељено место у општини Лашко, Савињска регија, Словенија.

## Историја
До територијалне реорганизације у Словенији било је у саставу старе општине Лашко.

## Становништво
У попису становништва из 2011. године, Панече је имало 129 становника.
| Број становника према пописима | Број становника према пописима | Број становника према пописима |
| ------------------------------ | ------------------------------ | ------------------------------ |
| 1991                           | 2002                           | 2011                           |
| 107                            | 114                            | 129                            |